# Mikurija Kei
Mikurija Kei (Csiba, 1977. augusztus 29. –) japán válogatott labdarúgó.

## Nemzeti válogatott
A japán U20-as válogatott tagjaként részt vett az 1997-es ifjúsági labdarúgó-világbajnokságon.